# Новодачная (платформа)
Новода́чная — остановочный пункт Савёловского направления Московской железной дороги в городе Долгопрудном Московской области, станция линии МЦД-1 «Белорусско-Савёловский» Московских центральных диаметров. Первая остановка в Московской области на этом направлении.
Открыта в 1964 году, названа по существовавшей на этой территории деревне Новодачная.
С запада от платформы проходит неэлектрифицированный подъездной путь от станции Марк, используемый только для грузового движения. От него у северного края платформы отходит путь к местным предприятиям Долгопрудного. По восточной линии отвода железной дороги проходит граница области с Москвой.
Время движения от Савёловского вокзала — 27 минут. Останавливаются все пригородные поезда, кроме аэроэкспрессов. До перестройки остановочного пункта касса находилась на западной платформе, от которой отправляются поезда в сторону Москвы.
Через путепровод, расположенный к югу от платформы над путями Савёловского направления, проходит Долгопрудненское шоссе, соединяющее Лихачёвское и Дмитровское шоссе. До сооружения путепровода в конце 2016 года на его месте существовал железнодорожный переезд, оборудованный шлагбаумами и барьерами-автоматами. В связи с большой частотой движения поездов шлагбаум зачастую не успевал открыться за время между проходом поездов. Из-за этого на Долгопрудненском шоссе в часы «пик» возникали большие пробки.
Входит в состав Московских центральных диаметров, линия МЦД-1.
В 2019—2020 годах проходила реконструкция остановочного пункта. 21 ноября 2019 года была открыта новая платформа из Москвы, которая в перспективе станет островной (со строительством нового главного пути), а 10 июля 2020 года открыт надземный пешеходный переход — конкорс с кассовой и турникетными зонами. Платформа в Москву не реконструировалась, поскольку в перспективе будет демонтирована, а на её месте проложен ещё один главный путь. Согласно программе развития Московского железнодорожного узла до 2024 года через Новодачную будут проходить четыре главных пути, из которых остановки станут возможными с двух.
К северо-западу от платформы находится Московский физико-технический институт.
Платформа занимает важное место в субкультуре Физтеха и традиционно 1 апреля усилиями студентов «переименовывалась» в «Водочную» или «Физтех».

## Наземный общественный транспорт
На этой станции можно пересесть на следующие маршруты городского пассажирского транспорта:
- Автобусы: 352, 563, 746

## Фотографии

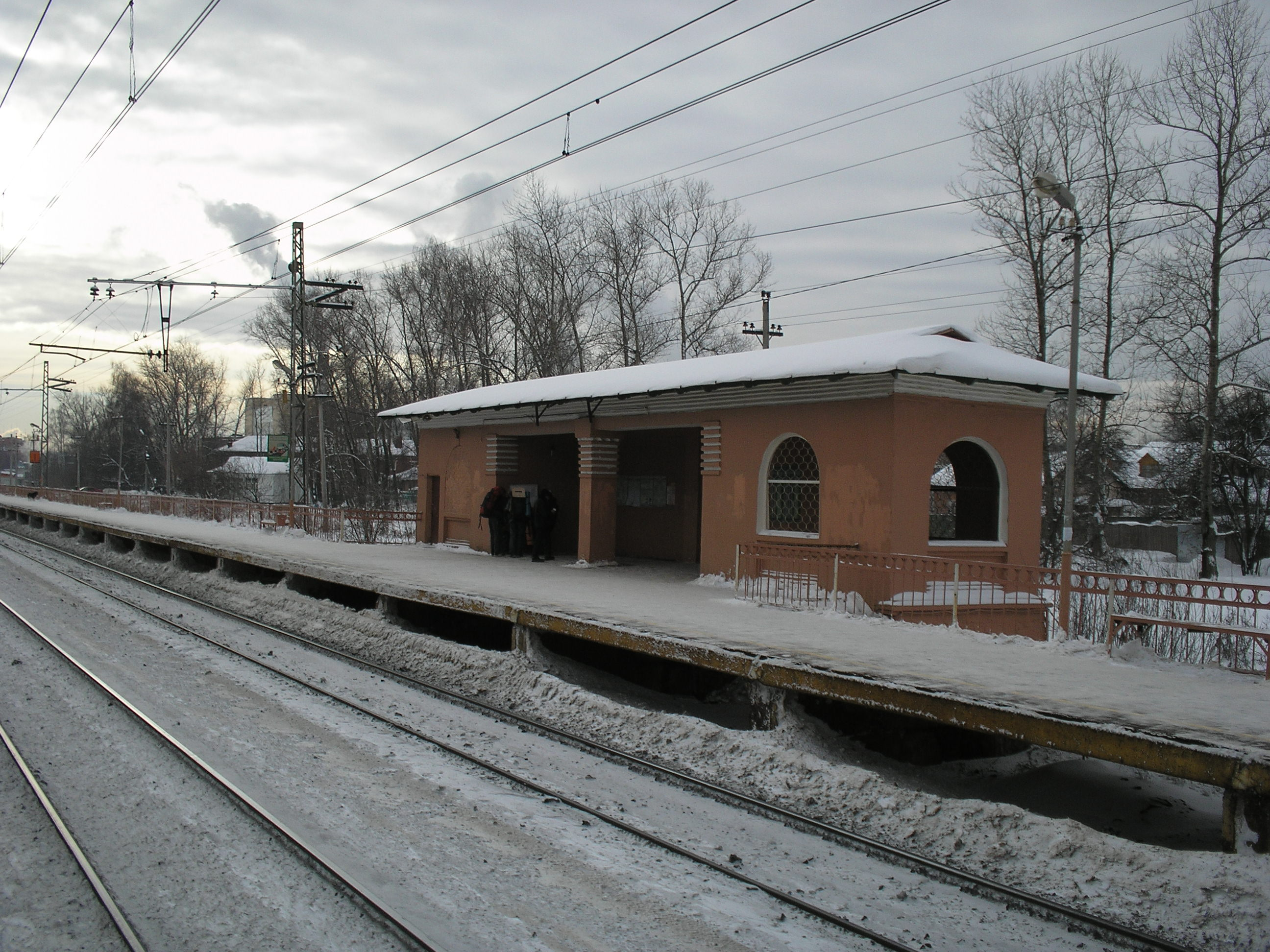
Платформа до реконструкции
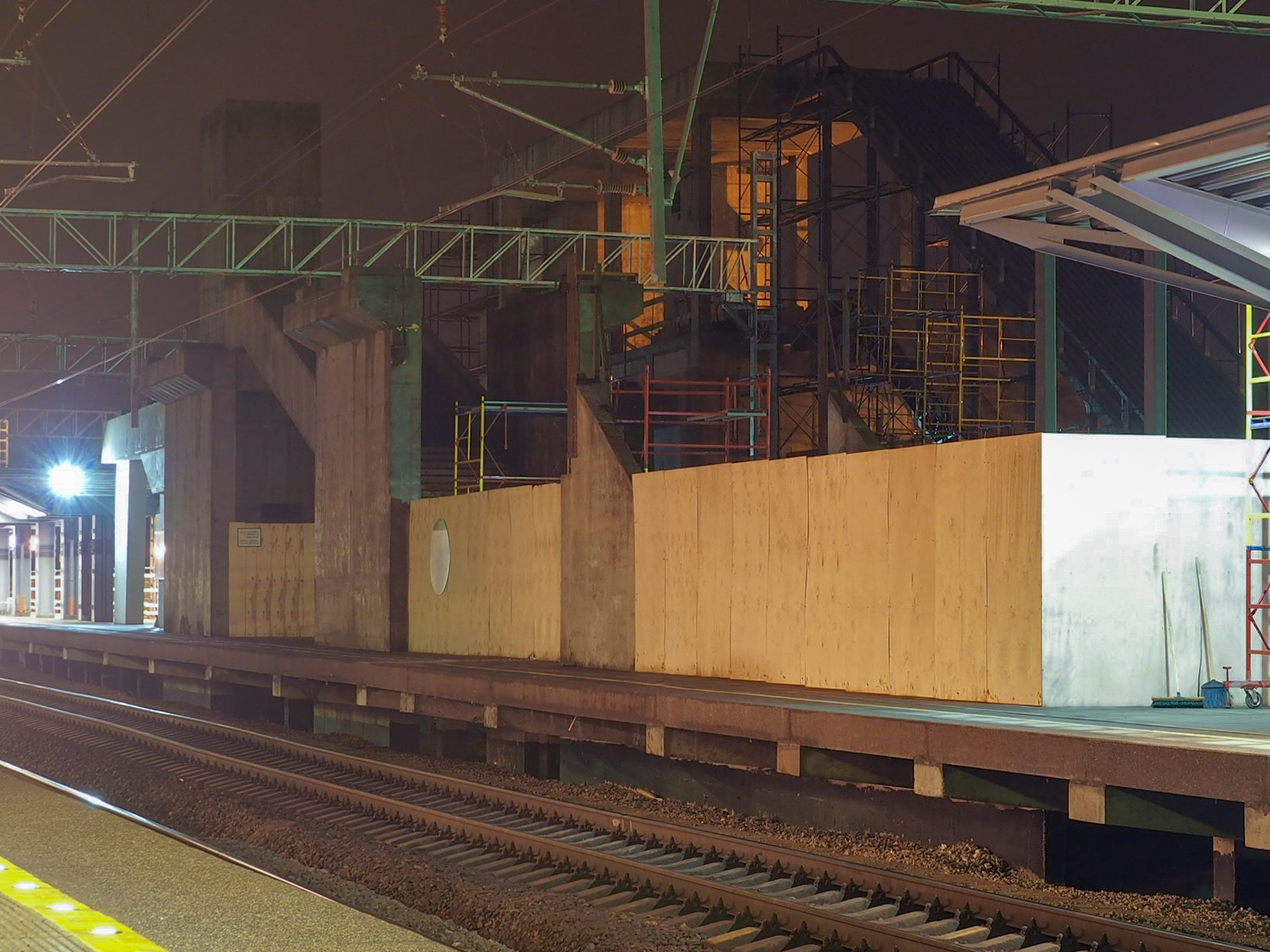
Строительство конкорса
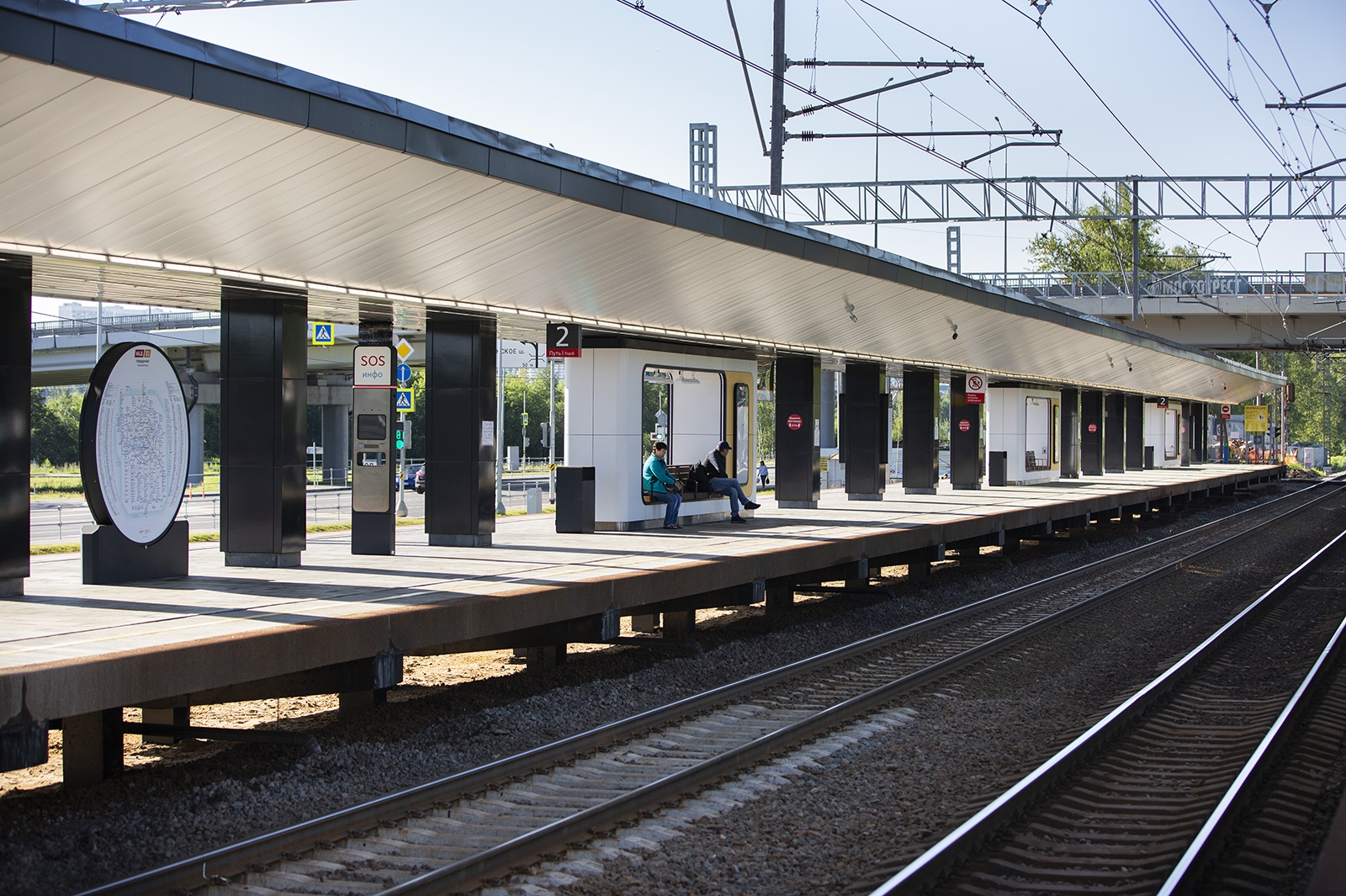
Реконструированная платформа
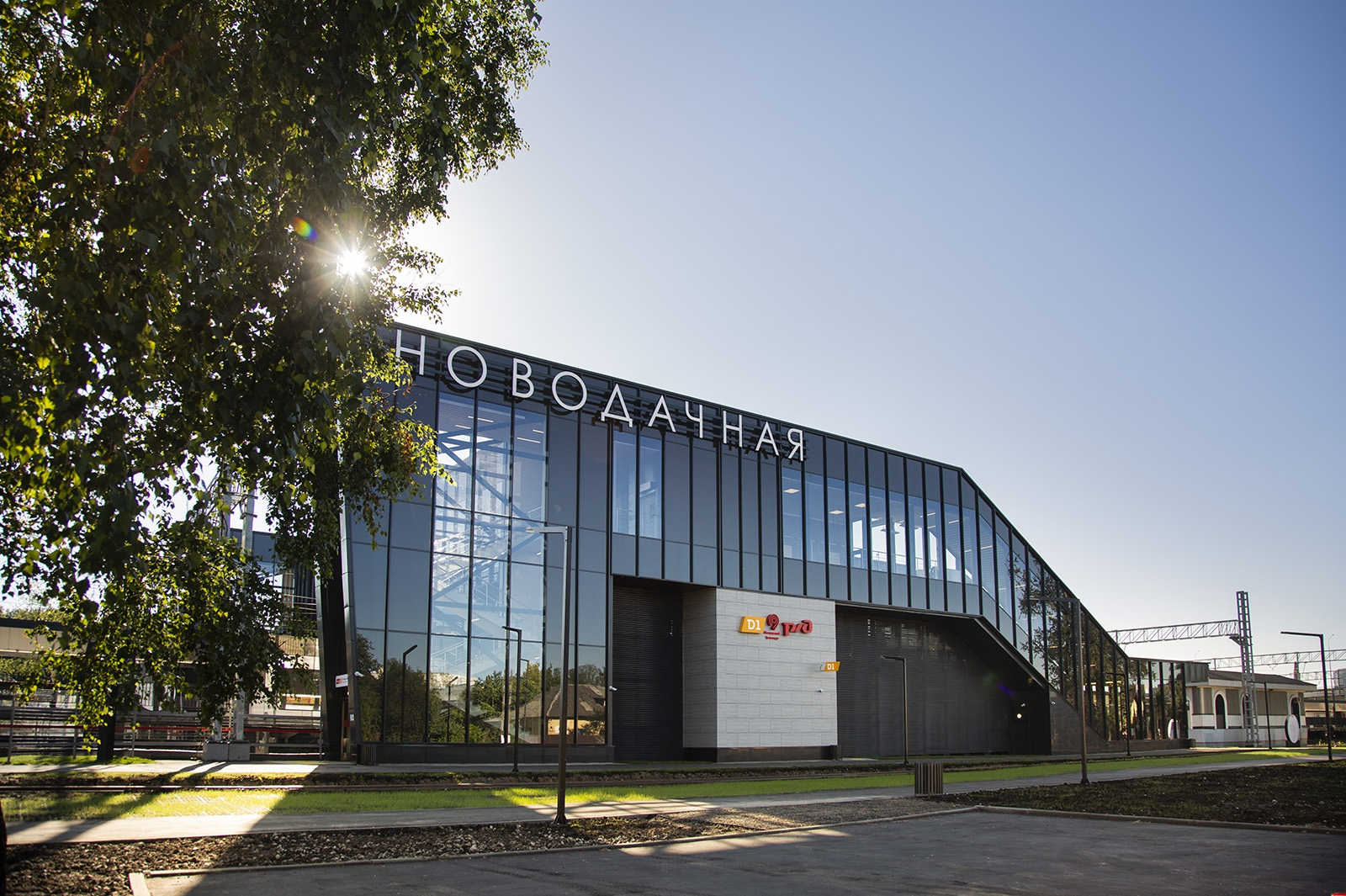
Вид на конкорс
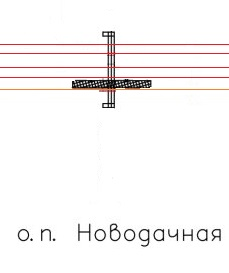
Схема станции